# Відпустка (фільм, 2018)
«Відпустка»(англ. Holiday) — міжнародний копродукційний драматичний фільм 2018 року режисерки Ізабелли Еклеф. Стрічка була показана у секції World Cinema Dramatic Competition на кінофестивалі «Санденс» у 2018 році. Фільм отримав чотири нагороди кінопремії «Боділ», зокрема «Найкращий данський фільм».

## Сюжет
Майкл — торговець наркотиками, який бере друзів, зокрема молодшу подружку Сашу, на відпочинок до Бодрума на Турецькій Рив'єрі. Там вони засмагають і насолоджуються аквапарком. Під час відвідування магазину морозива Саша зустрічає двох голландських чоловіків, Фредеріка та Томаса, і неформально розмовляє з ними. Саша та її друзі ідуть до ресторану, щоб пообідати та вона знову бачить голландців та розмовляє з ними. Одного вечора головна героїня зустрічає Томаса і ділиться з ним наркотиками. Майкла бентежить поява в будинку Мусса — одного з його людей, через побоювання, що поліція може слідувати за ним; він усвідомлює, що справа закінчилась успішно, тому він щедро нагородив Мусса і займається сексом із Сашею.
Саша відвідує сусідню гавань, де вона помічає голландський прапор на одному з човнів і розуміє, що це має бути Томас. Вона приєднується до двох голландських чоловіків, неочікувано з'являється Майкл. Ревнивий Майкл представляє себе роботодавцем Саші і приєднується до вечірки. Томас розповідає, як він покинув свій будинок заради човна і як це допомогло його «душі»; Майкл скептично ставиться до цієї історії і припускає, що Томас шукає секс. На шляху додому Майкл допитує Сашу про те, як вона познайомилась з Томасом і скільки разів вони зустрічалися. Вдома Майкл знаходить Томаса в телефонному списку Саші і запрошує його на стейки, щоб начебто проконсультувати нового знайомого щодо човна. Троє обідають, в будинок Майкл запитує Томаса про його сексуальний інтерес до Саші. Як виявилось Томаса не цікавить Саша як сексуальний об'єкт. Відповідь подобається Майклу, але він погрожуючи виганяє гостя.
Саша знову відвідує човен Томаса з синяками на шиї. Томас усвідомлює, що Майкл образив її. Роздратований чоловік каже Саші, що вона та її друзі будуть мертві або у в'язниці за кілька років. Під час промови Томаса, Саша вдаряє його скляним глечиком і вбиває. Вона викидає глечик у море. Саша зупиняється біля турецького відділення поліції, але відчуває нездатність спілкуватися з ними і їде, а поліція не бачить причин її арешту. У гавані Саша бачить приятеля Томаса і бреше, що чекала його друга дві години. Потім Саша їздить на човні зі своїми друзями.

## У ролях
| Актор                | Роль     |
| -------------------- | -------- |
| Вікторія Кармен Сонн | Саша     |
| Лаі Іде              | Майкл    |
| Тійс Ремер           | Томас    |
| Мікель де Йонг       | Фредерік |

## Створення фільму

### Виробництво
Зйомки фільму проходили в Бодрумі, Туреччина.

### Знімальна група
- Кінорежисер — Ізабелла Еклеф
- Сценарист — Йоганн Альгрен, Ізабелла Еклеф
- Кінопродюсер — Давід Б. Соренсен
- Кінооператор — Надін Карлсен
- Композитор — Мартін Дірков
- Кіномонтаж — Олівія Неергаард-Голм
- Художник-постановник — Жозефін Фарсе
- Артдиректор — Озлем Озан
- Художник-костюмер — Саша Валбйорн
- Підбір акторів — Джаміла Гансен, Ріе Гедегаард, Гро Терп, Саіда ван дер Рейд[3]

## Сприйняття

### Критика
Фільм отримав змішані відгуки. На сайті Rotten Tomatoes оцінка стрічки становить 76 % на основі 25 відгуків від критиків (середня оцінка 7,4/10) і 46 % від глядачів із середньою оцінкою 3,0/5 (41 голос). Фільму зарахований «стиглий помідор» від кінокритиків та «розсипаний попкорн» від глядачів, Internet Movie Database — 5,8/10 (1 726 голосів), Metacritic — 80/100 (6 відгуків критиків) і 5,3/10 (4 відгуки від глядачів).

### Номінації та нагороди
| Нагороди та номінації фільму «Відпустка» | Нагороди та номінації фільму «Відпустка» | Нагороди та номінації фільму «Відпустка» | Нагороди та номінації фільму «Відпустка» | Нагороди та номінації фільму «Відпустка» | Нагороди та номінації фільму «Відпустка» |
| Рік                                      | Кінофестиваль/кінопремія                 | Категорія/нагорода                       | Номінант                                 | Результат                                |                                          |
| ---------------------------------------- | ---------------------------------------- | ---------------------------------------- | ---------------------------------------- | ---------------------------------------- | ---------------------------------------- |
| 2018                                     | Гетеборзький кінофестиваль               | «Дракон»                                 | Ізабелла Еклеф                           | Номінація                                |                                          |
| 2018                                     | Лондонський кінофестиваль                | «Сазерленд Трофі»                        | Ізабелла Еклеф                           | Номінація                                |                                          |
| 2018                                     | Північний міжнародний кінофестиваль      | Найкраща робота режисера                 | Ізабелла Еклеф                           | Перемога                                 |                                          |
| 2018                                     | Міжнародний кінофестиваль в Ольденбурзі  | Нагорода Сеймура Касселя                 | Вікторія Кармен Сонн                     | Перемога                                 |                                          |
| 2018                                     | Міжнародний кінофестиваль в Ольденбурзі  | Нагорода глядачів                        | Ізабелла Еклеф                           | Номінація                                |                                          |
| 2018                                     | «Санденс»                                | Гран-прі журі                            | Ізабелла Еклеф                           | Номінація                                |                                          |
| 2018                                     | Міжнародний кінофестиваль в Сан-Паулу    | Найкращий фільм                          | Ізабелла Еклеф                           | Номінація                                |                                          |
| 2018                                     | Кінофестиваль у Тайбеї                   | Гран-прі журі                            | Ізабелла Еклеф                           | Номінація                                |                                          |
| 2018                                     | Міжнародний кінофестиваль у Салоніках    | «Золотий Александр»                      | Ізабелла Еклеф                           | Номінація                                |                                          |
| 2019                                     | «Боділ»                                  | Найкращий данський фільм                 | Ізабелла Еклеф                           | Перемога                                 |                                          |
| 2019                                     | «Боділ»                                  | Найкраща головна жіноча роль             | Вікторія Кармен Сонн                     | Перемога                                 |                                          |
| 2019                                     | «Боділ»                                  | Найкраща чоловіча роль другого плану     | Лаі Іде                                  | Перемога                                 |                                          |
| 2019                                     | «Боділ»                                  | Найкраща робота оператора                | Надін Карлсен                            | Перемога                                 |                                          |
| 2019                                     | «Роберт»                                 | Найкраща акторка в головній ролі         | Вікторія Кармен Сонн                     | Номінація                                |                                          |
| 2019                                     | «Роберт»                                 | Найкращий монтаж                         | Олівія Неергаард-Голм                    | Номінація                                |                                          |
| 2019                                     | «Роберт»                                 | Найкращий режисер                        | Ізабелла Еклеф                           | Номінація                                |                                          |
| 2019                                     | «Роберт»                                 | Найкращий сценарій                       | Йоганн Альгрен, Ізабелла Еклеф           | Номінація                                |                                          |
| 2019                                     | «Роберт»                                 | Найкраща робота художника-постановника   | Жозефін Фарсе                            | Номінація                                |                                          |
| 2019                                     | «Роберт»                                 | Найкращий оператор                       | Надін Карлсен                            | Номінація                                |                                          |